# Peristediidae
Famille
Les Peristediidae constituent une famille de poissons de l'ordre des Scorpaeniformes. 
Cette famille n'est pas reconnu par ITIS qui place ses genres dans la famille Triglidae.
Cette famille est reconnue par FishBase, NCBI et WoRMS. Ce sont des grondins cuirassés. 

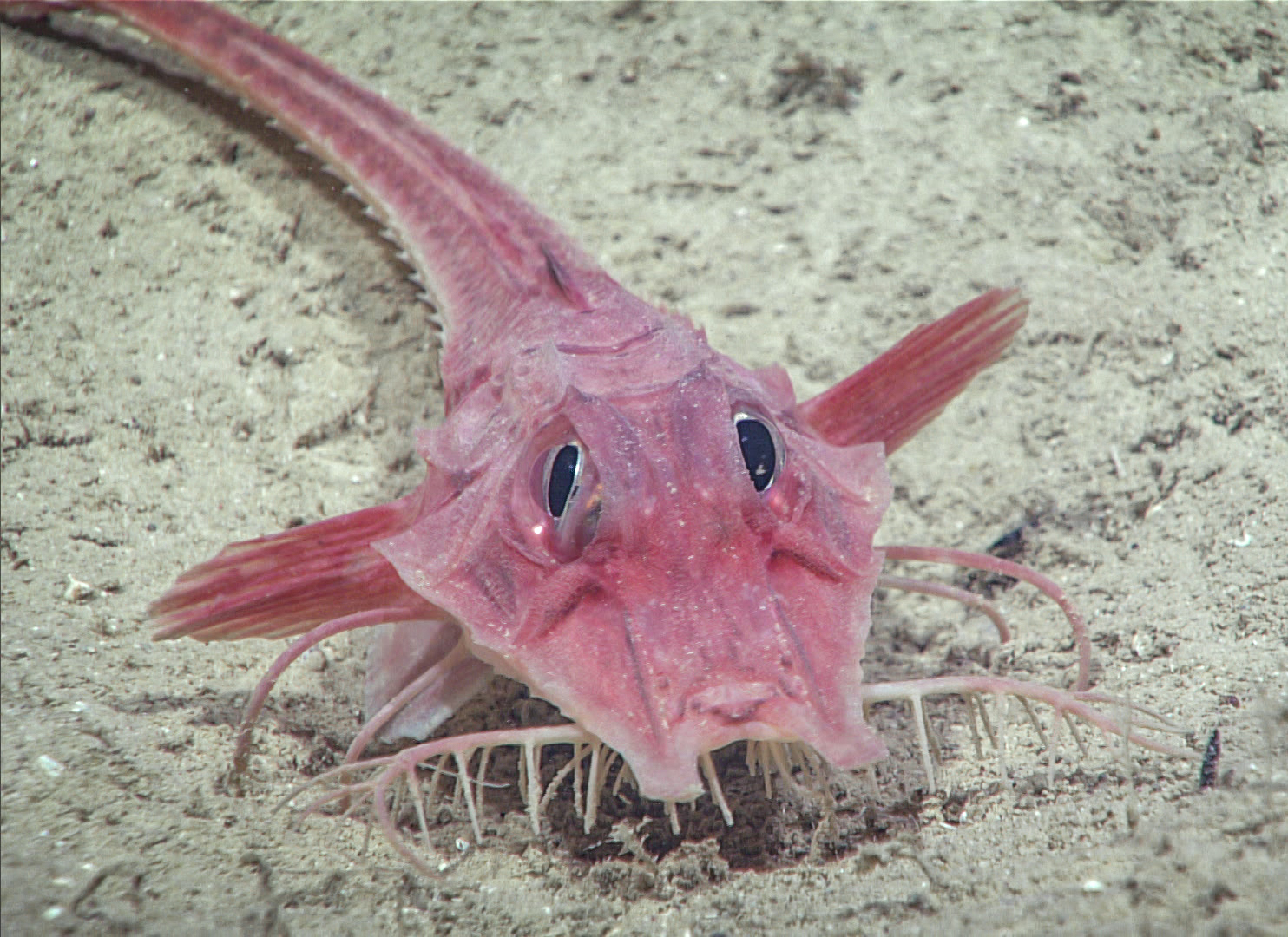
Visage d'un Péristédiidé observé dans les abysses au large de l'Amérique.

## Liste des genres
Selon World Register of Marine Species (8 février 2016) :
- genre Gargariscus Smith, 1917 -- 1 espèce
- genre Heminodus Smith, 1917 -- 2 espèces
- genre Paraheminodus Kamohara, 1958 -- 4 espèces
- genre Peristedion Lacepède, 1801 -- 24 espèces
- genre Satyrichthys Kaup, 1873 -- 16 espèces
- genre Scalicus Jordan, 1923 -- 1 espèce

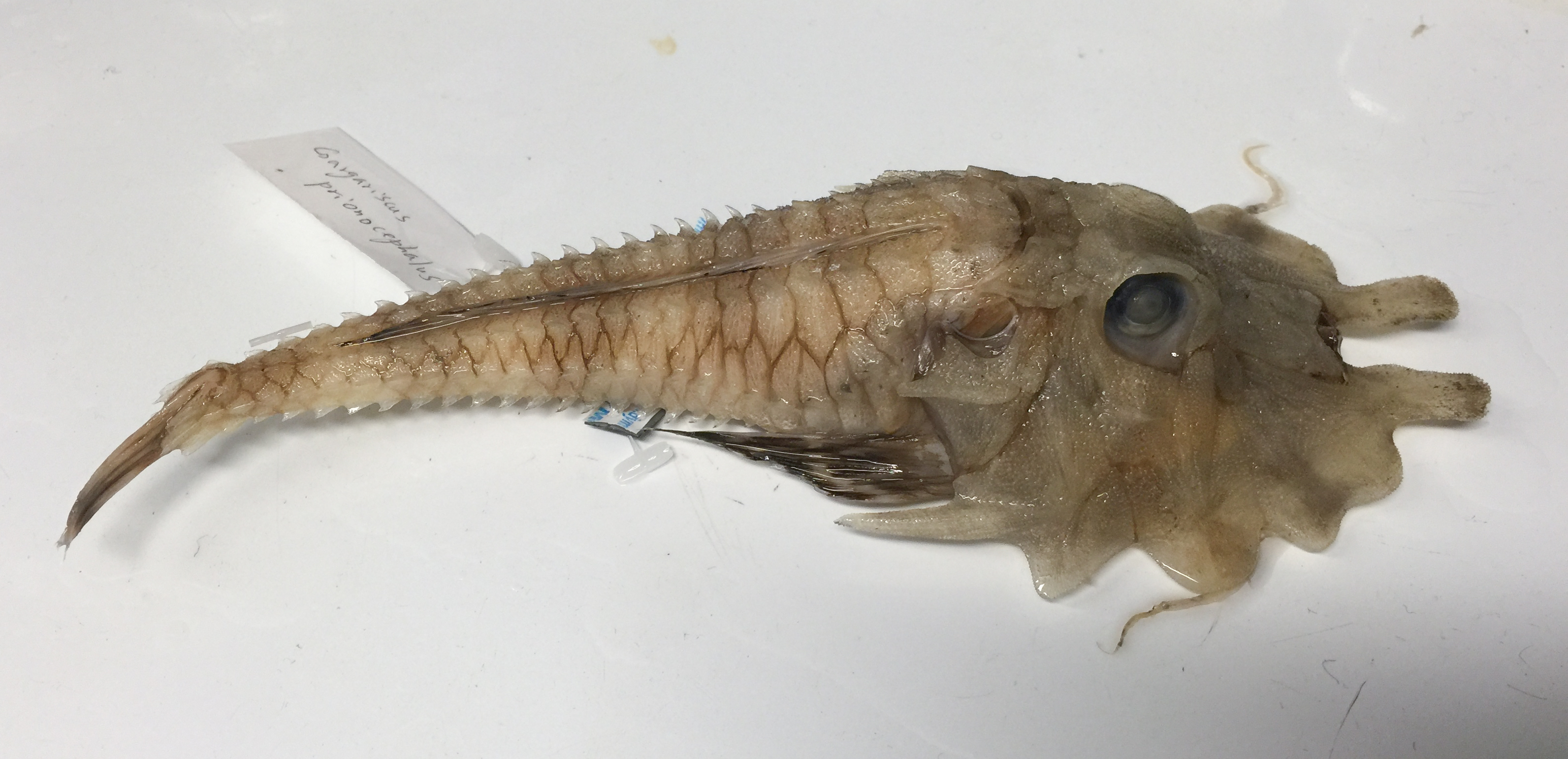
Gargariscus prionocephalus
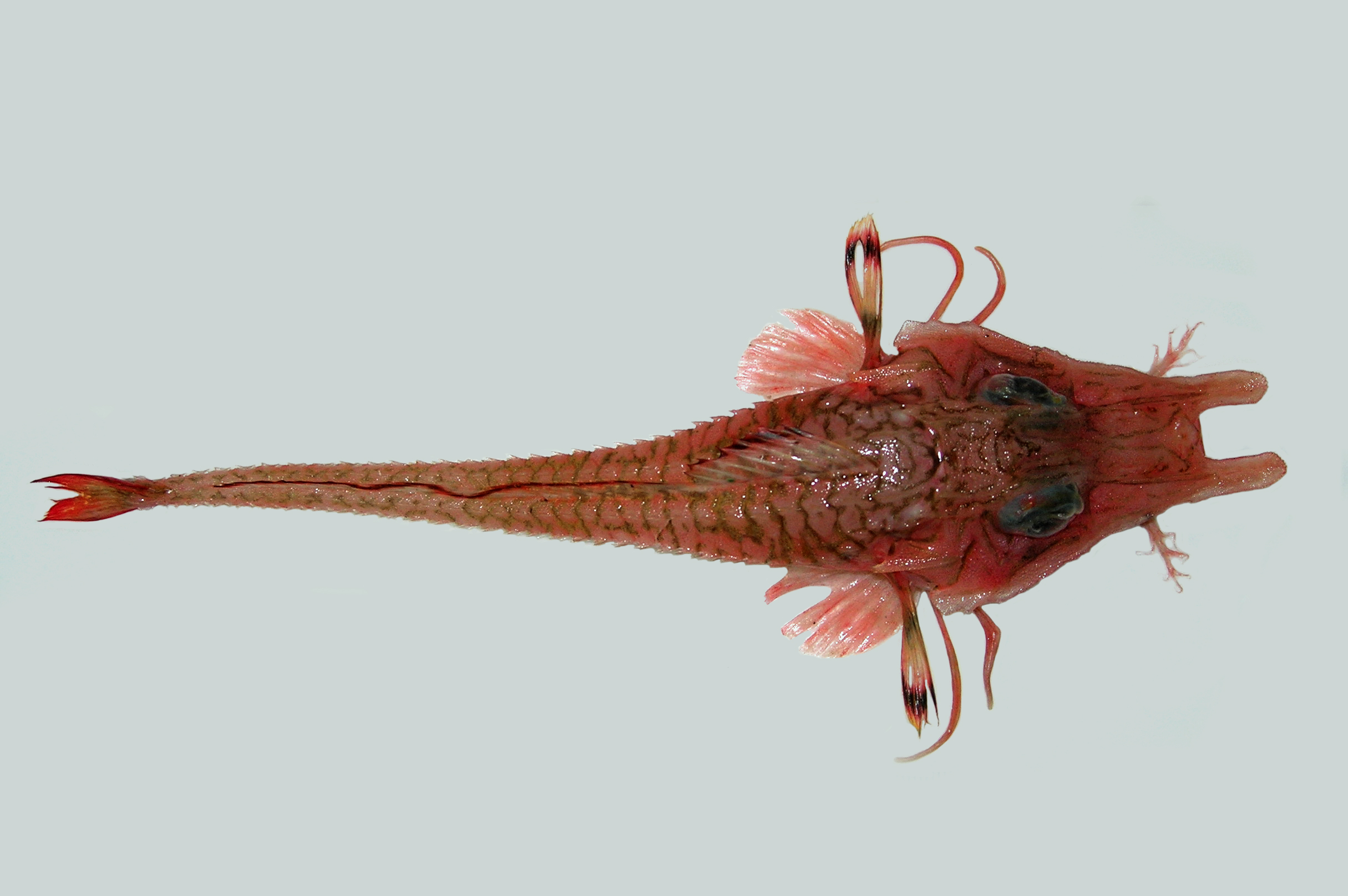
Peristedion liorhynchus
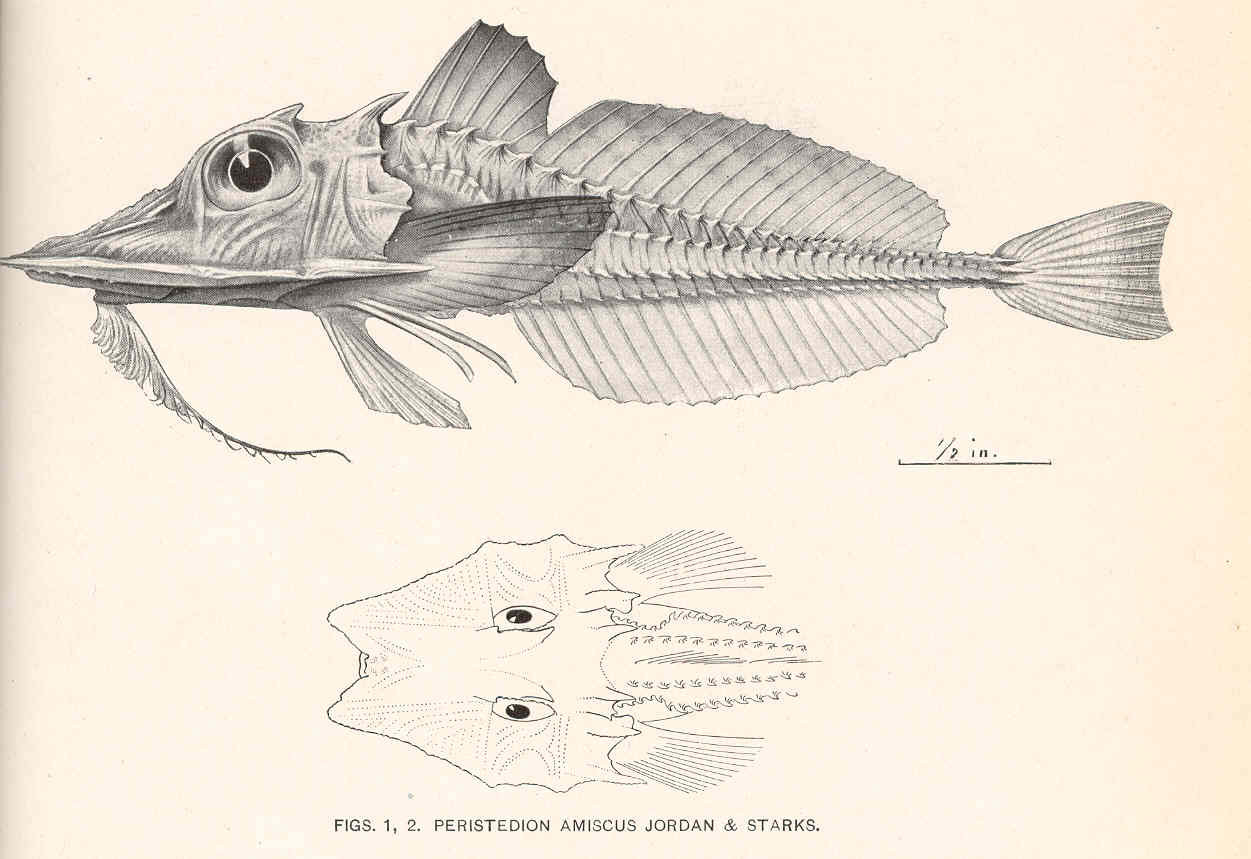
Scalicus amiscus
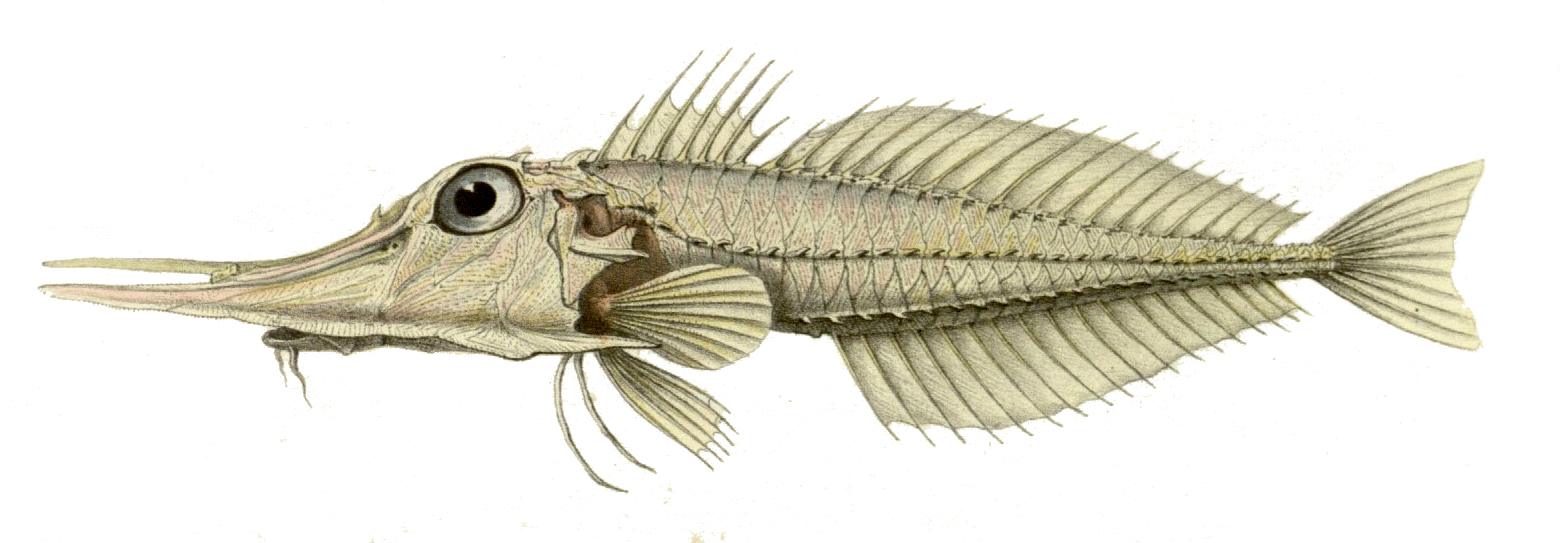
Satyrichthys rieffeli